# ヨルカフェ。
『ヨルカフェ。』は、円城寺マキによる日本の漫画作品。
『プチコミック』（小学館）にて2007年9月号から2008年11月号まで連載された。単行本は全3巻。

## あらすじ
親子ほど年の離れた資産家と結婚した妃菜。天涯孤独だった妃菜が初めて手に入れた幸福はしかし、夫の病死でわずか2年ほどで終わってしまう。
最愛の人を亡くし悲しみに暮れる妃菜だったが、夫の遺言に従い「QUEEN'S CAFE」という一軒のカフェを相続する。そのカフェは、イケメンのギャルソンが3人で切り盛りする、夜だけ開店する喫茶店だった。

## 登場人物
※ 「声」はドラマCD「ヨルカフェ。ときどきギャルソンのススメ」での声優。
高遠 妃菜（たかとお ひな）
声 - 斉藤佑圭
23歳。天涯孤独で家族の温かさを知らずに育ち、20歳の時に親子ほど年の離れた資産家・邦和と恋に落ち結婚する。夫が2年ほどで病死してしまい、彼の遺言で喫茶店「QUEEN'S CAFE」と、喫茶店が入っているTTビルのオーナーとなる。美人だが、大食いで大酒飲みで酒乱。邦和以上に好きになれる人は現れないと思っており、もう恋愛はしないと決めている。颯士の大ファンだった。
沢渡 颯士（さわたり そうし）
声 - 前野智昭
「QUEEN'S CAFE」のギャルソン。過去のある出来事から恋をしないと心に誓っており、妃菜と自分を重ねて見ていたが、酒に酔って前後不覚に陥った妃菜に、邦和と間違えられて濃いキスをされ、急激に意識し始めてしまう。
10代の頃から世界で転戦してきた元テニスプレーヤー。20歳の時に、グランドスラムで全豪5位、ウィンブルドンで7位を記録し、世界ランキング17位にランクされた。膝を故障し引退した。
南条 望（なんじょう のぞむ）
声 - 柿原徹也
「QUEEN'S CAFE」のギャルソン。21歳。東大法学部の学生。過去の出来事から、見返りなく他人に善行をすることはない。霞ヶ関の高級官僚を目指している。
雪村 美澄（ゆきむら よしずみ）
声 - 小野大輔
「QUEEN'S CAFE」のギャルソン。26歳。物腰は柔らかい。出費にうるさく、金が絡むと人が変わる。体が弱い。最終回で意外な職業が明かされる。
藤堂 久貴（とうどう ひさき）
25歳。邦和の顧問弁護士で、遺言の処理などを行った。妃菜に好意を持っており、さり気なく偶然を装って会う回数を重ねる（ストーカーに近い）が、邦和一筋で天然で鈍感な妃菜には全く伝わらない。
佐倉 実嘉（さくら みか）
妃菜の高校時代からの親友。妃菜と違い、仕事のできるキャリアウーマン系。
高遠 邦和（たかとお くにかず）
妃菜の亡くなった夫。現役時代の颯士のスポンサーで、妃菜との出会いも颯士の試合会場だった。妃菜が親族たちの醜い遺産相続争いに巻き込まれないようにと、遺産のほとんどを前妻や子供たちに遺し、妃菜には「QUEEN'S CAFE」を遺した。

## QUEEN'S CAFE
TTビルの1階に入っている喫茶店。女性スタッフはおらず、全てギャルソン3人で切り盛りする。3人とも昼間はそれぞれ仕事（学業）をしているため、店は午後6時に開店し、深夜1時に閉店する。3人が目当ての仕事帰りのOLや女子大生が客の大半を占める。
3人とも料理は全くできないため、メニューは独学で学んだコーヒーや紅茶類のみだったが、妃菜が来てからは徐々にケーキなどを作り始める。だが、妃菜も格別に料理が上手というわけではない。
ビルの2・3階は住居スペースになっている。
| 3F | 303 雪村美澄 | 302 南条望   | 301 会社員（男） |
| 2F | 203 高遠妃菜 | 202 沢渡颯士 | 201 会社員（女） |
| 1F | QUEEN'S CAFE | QUEEN'S CAFE | QUEEN'S CAFE     |

## 書誌情報
円城寺マキ 『ヨルカフェ。』 小学館〈プチコミフラワーコミックスα〉 全3巻
1. 2008年03月26日発売、ISBN 978-4-09-131487-1
2. 2008年08月08日発売、ISBN 978-4-09-131810-7
3. 2008年12月10日発売、ISBN 978-4-09-132058-2